# Qohaito
Qohaito (en tigrinya: ቆሓይቶ) fou una important ciutat antiga en el que ara és la regió de Debub, al sud d'Eritrea. Va prosperar durant el període axumita com a ciutat independent. Estava situada a més de 2.500 metres sobre el nivell de la mar, en un alt altiplà a la vora de la Gran Vall del Rift d'Etiòpia. L'antiga ciutat portuària d'Adulis n'és directament a l'est, mentre que Matara se'n troba al sud.
L'altiplà de Qohaito, que cobreix una àrea de 32 quilòmetres quadrats escampats pertot arreu amb les restes ben conservades d'una complexa societat extinta, és única, i això el converteix en un dels paisatges arqueològics més extensos de l'Àfrica subsahariana.

## Ubicació
Qohaito se situa entre Wadi-Haddas i Wadi-Komaile. En aquesta àrea, l'alta serralada dona pas a un altiplà que s'estén uns 16 km en direcció sud-nord i varia entre 4 km i 400 m en la direcció més curta, d'est a oest. La superfície total n'és de 32 km quadrats i el perímetre de l'escarpa arriba a uns 84 km. L'entorn té atributs impressionants amb escarpats penya-segats rocosos en tots els costats de l'altiplà i àmplies vistes a les altes serralades que culminen a la muntanya Soira, la més alta d'Eritrea, que arriba a una altura de 3.018 m. En un dia clar, la mar Roja es pot veure des de l'alçada de Qohaito.

## Història
L'art rupestre a prop de Qohaito sembla indicar que la zona fou habitada des del cinquè mil·lenni abans de la nostra era, mentre que se sap que la ciutat va sobreviure fins al segle vi. La muntanya Soira es troba prop del lloc, igual que un petit poble posteriorment fundat. Sovint s'identifica Qohaito amb la ciutat de Koloe descrita en el Periple de la Mar Eritrea, un document grecoromà que data de la fi del segle i.

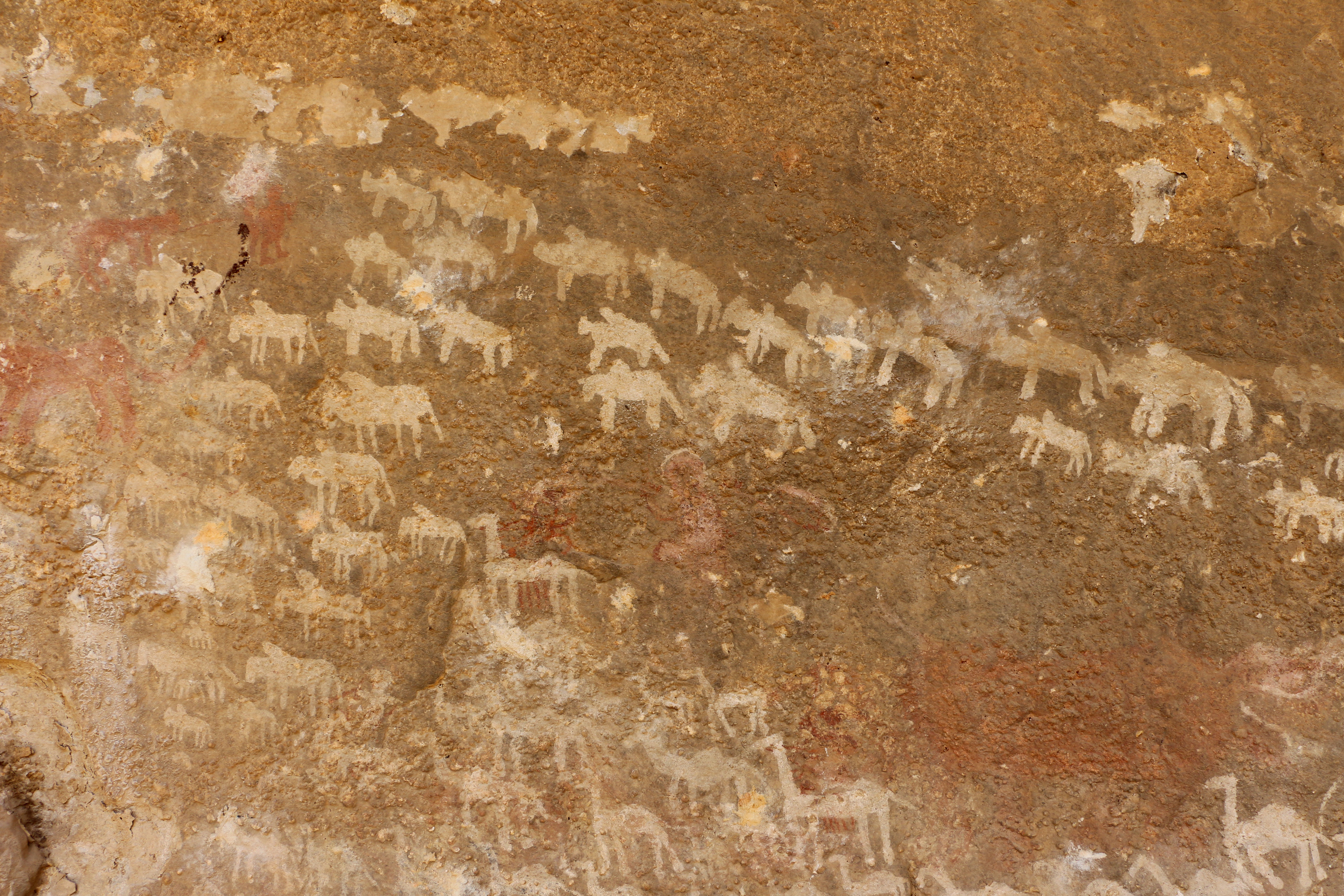
Art rupestre a la Cova d'Adi Alauti

L'antic paisatge cultural de Qohaito es caracteritza per una alta densitat de jaciments que daten del voltant de l'any 700 abans de la nostra era, i la majoria estan relacionats amb un assentament primerenc i estés en l'altiplà durant els segles II al VII, simultani amb el sorgiment del Regne d'Axum. Qohaito fou una ciutat jardí urbana envoltada de molts pobles i llogarets, i prosperà com a parada en la ruta comercial entre les ciutats d'Adulis i Axum. Com a part d'una civilització dominant que es va expandir des de l'actual Sudan fins a la part sud de la península Aràbiga, els antics habitants de Qohaito es van beneficiar d'extenses xarxes comercials autòctones, així com de relacions exteriors amb els imperis romà i bizantí.

Art rupestre de Dera a Eritrea

Sembla que a la ciutat hi havia conreus intercalats amb edificis. Entre aquests edificis antics hi havia el temple precristià de Mariam Wakino i la presa de Sahira, que també podria ser preaxumita.
L'àrea degué abandonar-se al voltant de l'any 900, i posteriorment va quedar en relatiu aïllament durant segles, fins que uns viatgers estrangers van sentir parlar d'aquest lloc a mitjan segle XIX i el van donar a conéixer al món amb els seus relats de viatges sobre enigmàtics monuments i jaciments arqueològics de l'altiplà. Les ruïnes de Qohaito es trobaren per primera vegada el 1868. En aquell moment se les va identificar erròniament com un dipòsit grec. Un lloc relacionat fora de Senafe, Matara, se'n troba a uns 15 quilòmetres cap al sud i s'excavà en la dècada dels 1960.

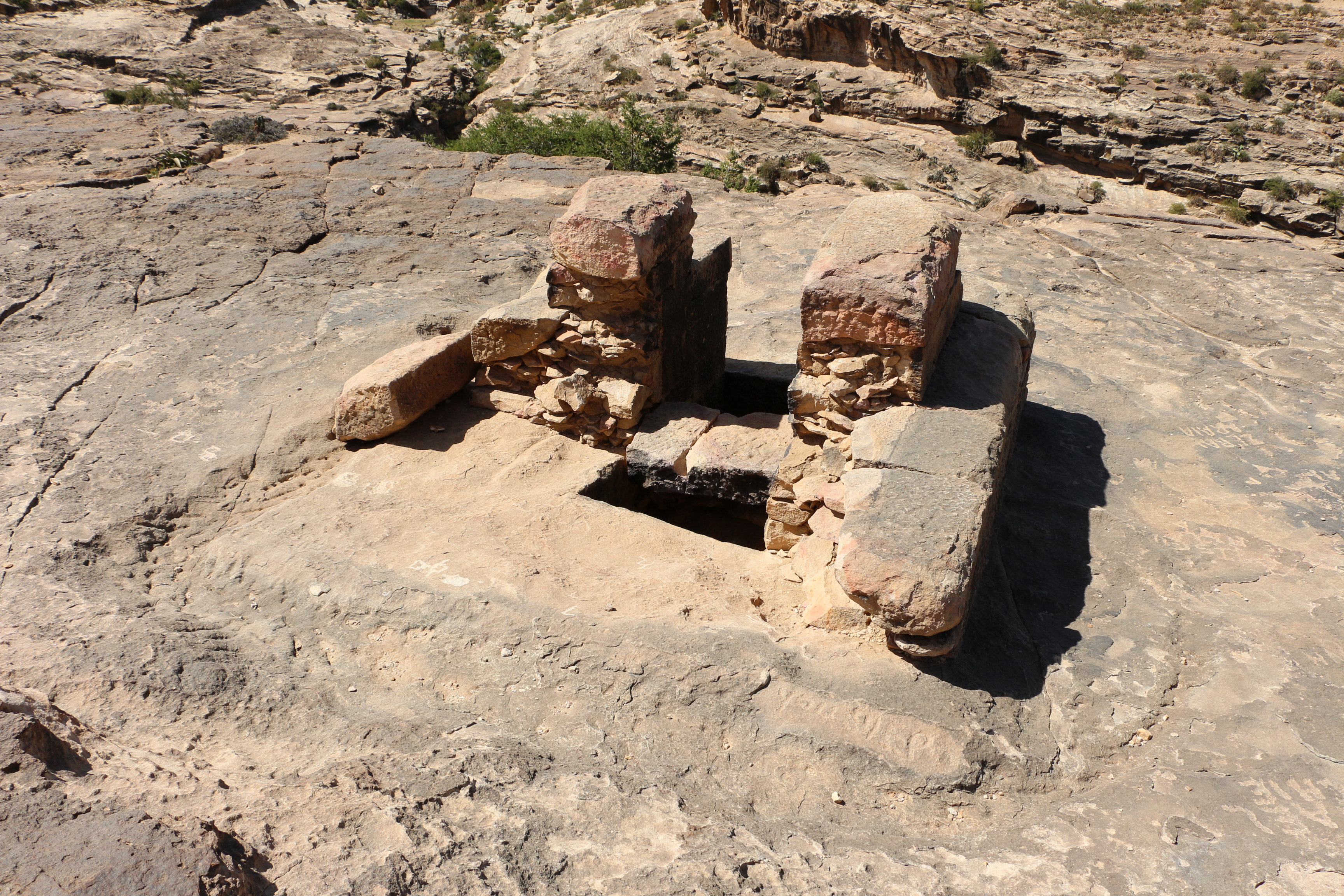
Entrada a una tomba a l'altiplà de Qohaito (1965)

El poble saho ha ocupat l'altiplà de Qohaito durant segles com a pastors i llauradors que exploten els pocs recursos que hi ha a l'altiplà, que és marginal per a l'existència humana. Els camps s'empren per a pasturatge de ramats de les terres altes en temporada de pluges, i en els mesos següents, fins que l'herba s'ha acabat. La major part del bestiar s'acondueix aleshores a les terres baixes per a beneficiar-se de la pluja d'hivern de començament de desembre, i es torna a l'altiplà quan comencen les pluges d'estiu al juny, i es fa la sembra dels camps.

## Conservació
El jaciment fou inclòs pel Ministeri d'Educació d'Eritrea en la llista del Patrimoni de la Humanitat el 2011 com a paisatge cultural, pel fet que les propietats especials de Qohaito donen possibilitats úniques per a estudis integrals de la condició cultural i socioeconòmica de l'antiga societat desapareguda i la seua interrelació amb l'entorn natural. Molt pocs jaciments al món tenen un potencial semblant per a poder reconstruir la interrelació entre els assentaments agrícoles antics i el sistema d'utilització de la terra relacionat dins d'una àrea ben definida.